# Уругвайско-японские отношения
Уругвайско-японские отношения — двусторонние дипломатические отношения между Уругваем и Японией. Обе страны установили дипломатические отношения в 1921 году. Япония имеет посольство в Монтевидео, а Уругвай посольство в Токио.
Двусторонние отношения были прерваны во время Второй мировой войны, но в 1952 году они были восстановлены.
Есть небольшая диаспора японцев в Уругвае.
В 2001 году, Принцесса Саяко торжественно открыла Японский сад в Монтевидео.  В сентябре 2008 года, Принцесса Такамадо посетила Уругвай и приняла участие в церемонии, посвящённой 100-летию японской иммиграции в Уругвай.
Обе страны являются полноправными членами Организации Объединённых Наций и Всемирной торговой организации.